# Ясотон
Ясотон е една от 76-те провинции на Тайланд. Столицата ѝ е едноименния град Ясотон. Населението на провинцията е 561 430 жители (2000 г. – 44-та по население), а площта 4161,7 кв. км (54-та по площ). Намира се в часова зона UTC+7. Разделена е на 9 района, които са разделени на 78 общини и 835 села.